# W.A. Schenk
De tweede zeilmaker W.A. Schenk (?-1889) werd in 1861 in Nederlands-Indië onderscheiden met de Militaire Willems-Orde. Op 2 augustus 1885 richtte hij in Amsterdam de "Vereeniging de Militaire Willems-Orde" op. Schenk was de oprichtingsvoorzitter of "president" en H. Boersma, eveneens Ridder in de orde, werd secretaris.
De vereniging kwam niet tot bloei. Het Ministerie van Oorlog weigerde medewerking aan een plechtigheid waarbij het vaandel van de vereniging werd overgedragen omdat dat "op eigen kosten was aangeschaft en daaraan geen militaire herinneringen waren verbonden". Twee buitengewone ereleden, de vorst Wilhelm Adolph Maximilian Carl zu Wied en groothertog Karel Alexander van Saksen-Weimar-Eisenach waren bereid de vereniging te steunen maar toen Schenk en Boersma de Duitse Keizer, toen nog geen Grootkruis in de Militaire Willems-Orde, ook erelid wilden maken en daarover, via de omweg van ons gezantschap in Berlijn, de Nederlandse regering polsten werden zij namens de regering door de Amsterdamse burgemeester van Tienhoven zozeer ontmoedigd dat het bestuur verder geen activiteiten meer ontplooide.